# Бушля лісова
Бушля лісова (Zonerodius heliosylus) — вид пеліканоподібних птахів родини чаплевих (Ardeidae).

## Поширення
Вид зустрічається на острові Нова Гвінея та індонезійських островах Салаваті та Ару. Мешкає у лісах поблизу річок та боліт.